# Władysław Sobański

Komitet Narodowy Polski w Paryżu 1918. Siedzą od lewej: Maurycy Zamoyski, Roman Dmowski, Erazm Piltz, stoją Stanisław Kozicki, Jan Emanuel Rozwadowski, Konstanty Skirmunt, Franciszek Fronczak, Władysław Sobański, Marian Seyda, Józef Wielowieyski

Władysław Sobański (ur. 7 grudnia 1877 w Sumówce zm. 1943 w Warszawie) – polski polityk i dyplomata.

## Życiorys
Pochodził z rodziny ziemiańskiej. Ukończył wyższe studia rolnicze w Kijowie. Podczas I wojny światowej był wiceprezesem Czerwonego Krzyża w Imperium Rosyjskim, zajmował się pomocą dla ewakuowanych z terenów okupowanych przez wojska Państw Centralnych. Był członkiem Komitetu Narodowego Polskiego (1914–1917) w Warszawie i Piotrogrodzie. Był członkiem Centralnego Komitetu Obywatelskiego Królestwa Polskiego w Rosji w 1915 roku. Po rewolucji lutowej i obaleniu caratu wyjechał do Szwajcarii. Był jednym z członków założycieli Komitetu Narodowego Polskiego w Paryżu.
Po uznaniu KNP przez rządy Ententy był delegatem komitetu w Londynie, następnie w Belgii i Luksemburgu. 24 maja 1919 został mianowany posłem nadzwyczajnym i ministrem pełnomocnym w obu tych krajach. 2 grudnia 1924 zaś został posłem RP w Madrycie, akredytowanym również w Portugalii. Odwołany z Madrytu 1 marca 1927, odszedł ze służby dyplomatycznej. Był publicystą i działaczem katolickim.

## Odznaczenia
- Komandor Orderu Legii Honorowej (Francja)[5][6]
- Krzyż Wielki Orderu Leopolda (Belgia)[5][6]
- Krzyż Wielki Orderu Korony (Belgia)[5][6]
- Krzyż Wielki Orderu Korony Dębowej (Luksemburg)[5][6]